# Henry Grimes

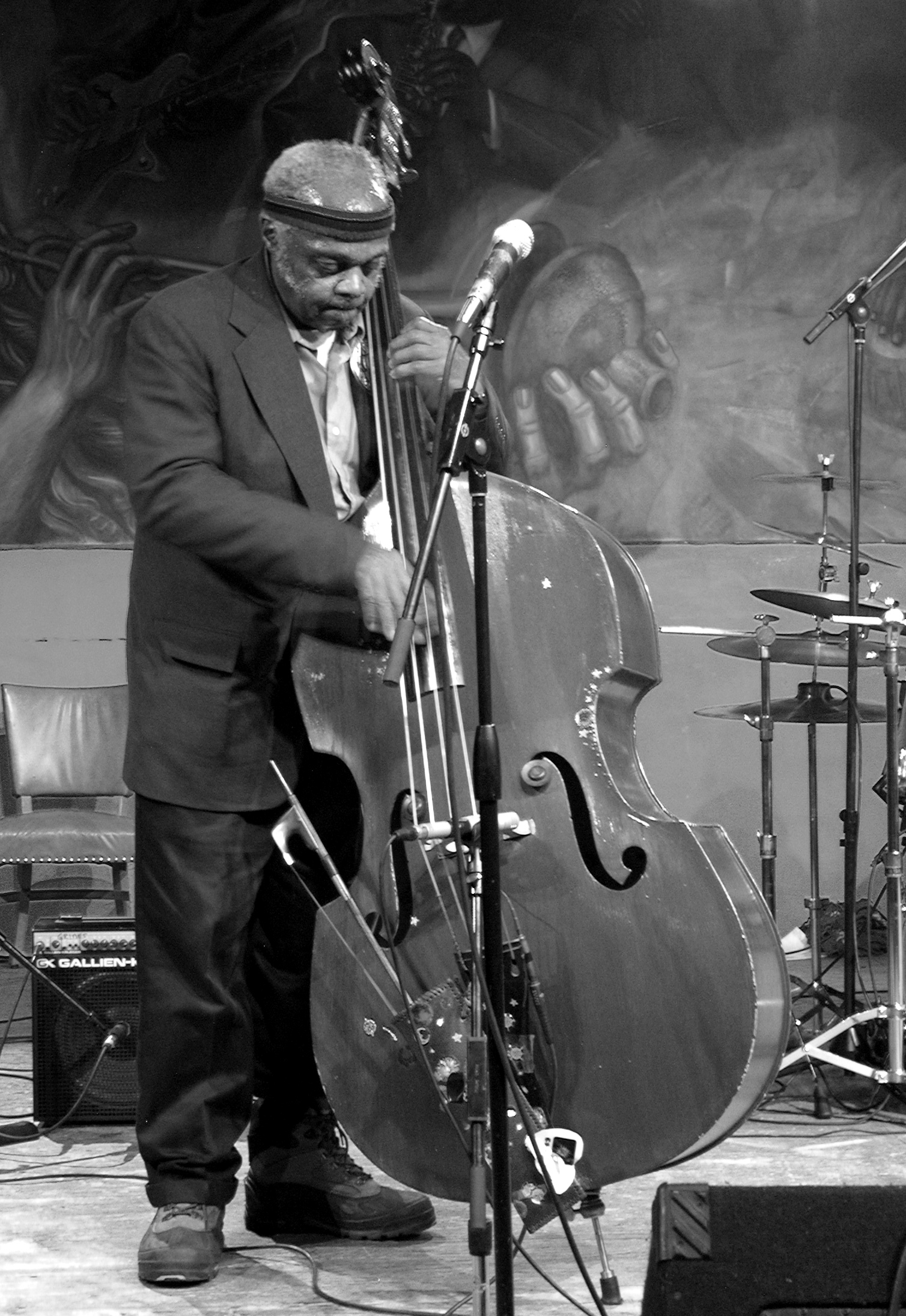
Henry Grimes (HotHouse in Chicago, 2005)

Henry Alonzo Grimes (* 3. November 1935 in Philadelphia; † 15. April 2020) war ein amerikanischer Jazz-Kontrabassist. Er galt als einer der wichtigsten Vertreter seines Instruments im Free Jazz, zog sich aber Ende der 1960er Jahre überraschend und so vollständig aus der Musikwelt zurück, dass man ihn für tot hielt. Sein ebenso überraschendes Comeback nach knapp dreieinhalb Jahrzehnten im Jahre 2003 wurde in der Jazzszene als Sensation empfunden.

## Leben und Wirken
Grimes wuchs in Philadelphia auf, wo er zunächst Geige und später neben dem Kontrabass auch die Tuba erlernte. Anfang der 50er Jahre nahm er ein Musikstudium an der renommierten New Yorker Juilliard School auf und etablierte sich parallel dazu schnell als gefragter Bassist in der Jazzszene der Metropole. Neben Engagements bei bereits arrivierten Musikern wie Benny Goodman oder Gerry Mulligan arbeitete er mit den Exponenten des seinerzeit aktuellen Hard Bop wie Sonny Rollins oder Thelonious Monk zusammen.
Als Charles Mingus, selbst Kontrabassist und einer der „geistigen Väter“ der New Yorker Jazz-Avantgarde, 1962 für seine Band einen Bassisten suchte, um selbst Piano spielen zu können, griff er auf Grimes zurück, was für den knapp 27-Jährigen einen weiteren enormen Prestigegewinn in der Szene zeitigte. Grimes’ ausgefeilte Instrumentaltechnik und seine Offenheit für den experimentierfreudigen musikalischen Zeitgeist brachten ihn bereits ab 1960 in Kontakt mit den späteren Pionieren des freien Jazz wie etwa Cecil Taylor, Steve Lacy, Albert Ayler, Pharoah Sanders oder Archie Shepp.
Grimes’ Spiel ist auf mehreren Dutzend Alben, die zwischen 1957 und 1966 entstanden, zu hören. Darunter sind einige Aufnahmen hervorzuheben, die heute als „Klassiker“ des Jazz der sechziger Jahre gelten, wie etwa Cecil Taylors Unit Structures und Conquistador!, Don Cherrys Symphony for Improvisors und Complete Communion oder Roy Haynes’ Out of the Afternoon im Quartett mit Rahsaan Roland Kirk und Tommy Flanagan.
Im Verlauf einer Tournee entschied sich Grimes 1967 in San Francisco zu bleiben; vermutlich 1969 zog er nach Los Angeles, wo er das Bassspiel jedoch nach kurzer Zeit aufgab. Er verkaufte sein stark beschädigtes Instrument und lebte in bescheidensten Verhältnissen von Gelegenheitsjobs. Sein Verschwinden von der Jazzszene war so vollkommen, dass selbst enge Weggefährten nichts über seinen Verbleib auszusagen wussten. Erst im Jahr 2002 konnte ein jazzbegeisterter Sozialarbeiter den bereits Totgeglaubten in Los Angeles ausfindig machen. Mit einem von William Parker zur Verfügung gestellten Bass nahm Grimes seine Karriere binnen kurzer Zeit wieder auf. Zusätzlich zu seiner umfangreichen Konzerttätigkeit in Europa und den USA wurde der Bassist wegen seines charismatischen Vortragsstils auch ein begehrter Dozent auf internationalen Jazz-Workshops. Er war seit seiner Rückkehr auch an einigen Aufnahmen beteiligt. Das auf dem Album Live at the Village Vanguard des Marc Ribot Trio verzeichnete Konzert war der erste Auftritt Grimes’ im Village Vanguard seit 1966, als er dort mit Albert Ayler gespielt hatte. Im Bereich des Jazz war er laut Tom Lord ab 1957 an 109 Aufnahmesessions beteiligt, zuletzt um 2013 mit Ronnie Burrage (Heal). 2014 legte er noch das Soloalbum The Tone of Wonder vor.
Im März 2007 ist Grimes’ erstes Buch signs along the road. poems im Kölner Verlag buddy’s knife jazzedition erschienen. In der Zeit, als ihm ein Bass zum Spielen fehlte, schrieb Grimes kontinuierlich. 2015 erschien eine von Barbara Frenz geschriebene Biografie über Grimes – Music to Silence to Music, mit einem Vorwort von Sonny Rollins.
Henry Grimes starb während der COVID-19-Pandemie in den Vereinigten Staaten im April 2020 im Alter von 84 Jahren an den Folgen einer SARS-CoV-2-Infektion.

## Diskografische Hinweise
- 2005: Live at the Kerava Jazz Festival (Ayler)
- 2008: Henry Grimes & Rashied Ali: Going to the Ritual (Porter)
- 2010: Henry Grimes & Rashied Ali: Spirits Aloft (Porter)
- 2014: The Tone of Wonder
- 2024: McCoy Tyner & Joe Henderson: Forces to Nature: Live at Slugs’ (Blue Note)

|-